# Suleiman Aga
Suleiman Aga, noto anche come Soleiman Agha o Müteferrika Süleyman Ağa, (fl. XVII secolo), è stato un ambasciatore ottomano che portò un'ambasceria al re francese Luigi XIV nel 1669.

## Biografia
Suleiman visitò Versailles, indossando soltanto un semplice cappotto di lana e e rifiutò di inchinarsi a Luigi XIV. Luigi XIV lo cacciò immediatamente e lo fece mandare a Parigi, allontanandolo da Versailles.
A Parigi, Suleiman si installò in una bella dimora nella quale riceveva la bella società parigina offrendo caffè con camerieri vestiti in stile ottomano, innescando reazioni entusiaste. Ne scaturì la moda di bere il caffè e di abbigliarsi alla maniera orientale.